# 科贡第大院
科贡第大院，位于中国云南省丽江市古城区大研街道新华街翠文段48号，建于清光绪五年（1879年）。
2011年3月9日，科贡第大院公布为古城区文物保护单位。